# Keenan Wynn
Keenan Wynn, född 27 juli 1916 i New York, död 14 oktober 1986 i Brentwood, Los Angeles, Kalifornien, var en amerikansk skådespelare. Han hade skådespelare i släkten på båda föräldrars sidor: hans far var vaudeville-komikern Ed Wynn och hans morfar scenskådespelaren Frank Keenan. Wynn var far till Ned Wynn och manusförfattaren Tracy Keenan Wynn.

## Filmografi i urval
- Min flicka i vapenrock (1942)
- Osynliga länkar (1944)
- Ziegfeld Follies (1946)
- Du ska' bli min! (1946)
- Melodin som gäckade skuggan (1947)
- De tre musketörerna (1948)
- Neptuns dotter (1949)
- Annie Get Your Gun (1950)
- Tre små ord (1950)
- Kungligt bröllop (1951)
- Ensam dam får besök (1951)
- Texas Carnival (1951)
- Telefon från en främling (1952)
- Skål för bruden (1952)
- Kiss Me Kate (1953)
- Slottsbalen (1955)
- Marodörer (1955)
- Akta er för vatten (1957)
- Tid att älska, dags att dö (1958)
- Livet är härligt (1959)
- Den tankspridde professorn (1960)
- Dr. Strangelove eller: Hur jag slutade ängslas och lärde mig älska bomben (1963)
- Sprattelgubben (1964)
- Krig och feg eller Förste man på Omaha beach (1964)
- Den stora kapplöpningen jorden runt (1965)
- Lova henne allt (1965)
- Point Blank (1967)
- Finian's Rainbow (1968)
- Harmonica - en hämnare (1968)
- Kära lekar (1970)
- Mechanic - en människojägare (1972)
- Full speed igen, Herbie (1974)
- Nashville (1975)
- Tjejen som inte ville gifta sig (1982)